# Carl-Friedrich-Gauß-Schule Hemmingen

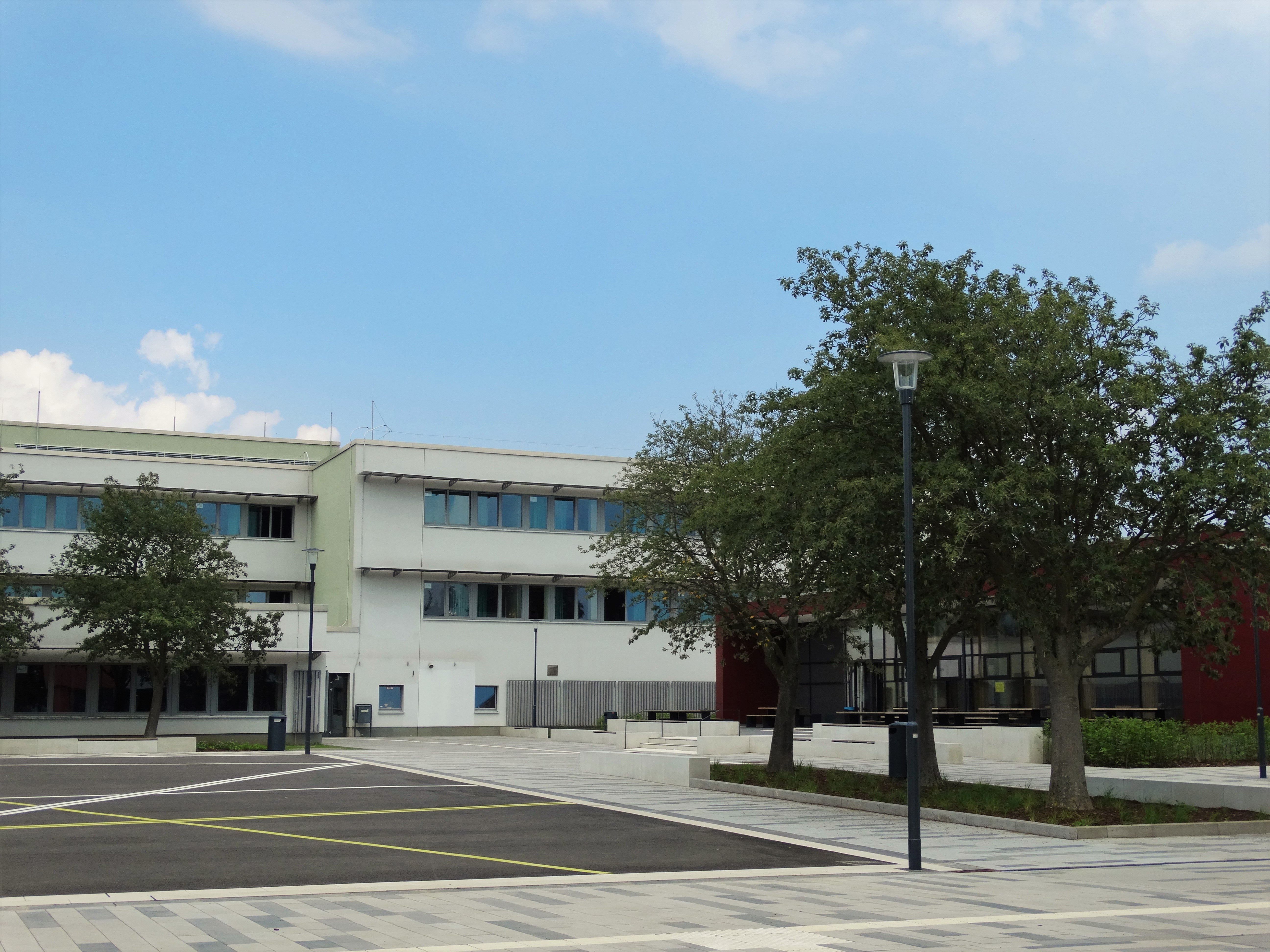
Hauptgebäude und Plaza der Carl-Friedrich-Gauß-Schule Hemmingen

Die Carl-Friedrich-Gauß-Schule Hemmingen (kurz CFGS Hemmingen) ist eine Kooperative Gesamtschule in Hemmingen in der Region Hannover. Sie befindet sich im Stadtteil Hemmingen-Westerfeld am Westrand der Leineaue und in unmittelbarer Umgebung zu den Ricklinger Kiesteichen. Die Schule ist benannt nach dem deutschen Mathematiker Carl Friedrich Gauß.

## Beschreibung
Die teilgebundene Ganztagsschule umfasst die Schulzweige Hauptschule, Realschule und Gymnasium. Es stehen zwei Sporthallen, ein angrenzendes Sportgelände und ein Hallenbad zur Verfügung, in unmittelbarer Nähe befindet sich das städtische Jugendzentrum.
Eine Besonderheit stellt die sportliche Ausrichtung der Carl-Friedrich-Gauß-Schule dar. Die Schule ist eine Eliteschule des Sports und seit 2008 zertifizierte Eliteschule des Fußballs. Seit September 1998 arbeitet sie mit dem Olympiastützpunkt Niedersachsen in Hannover zusammen und gründete ein Sporttutorium.
1996 initiierte die Schule die erste niedersächsische Bläserklasse. Im Bereich der musisch-kulturellen Bildung bestehen unter anderem auch Kooperationen mit dem Niedersächsischen Staatstheater Hannover, dem Sprengel Museum Hannover und der Hochschule für Musik, Theater und Medien Hannover.
Ein Kompetenzzentrum im Rahmen der Kampagne „Jugend entdeckt Technik“ gründete die Carl-Friedrich-Gauß-Schule in Zusammenarbeit mit dem Verein Deutscher Ingenieure. Das Projekt wurde 2009 von der Initiative Deutschland – Land der Ideen als ausgewählter Ort ausgezeichnet.

## Persönlichkeiten
Fußball:
- Sebastian Kehl (* 1980)
- Per Mertesacker (* 1984)
- Morten Jensen (* 1987)
- Christopher Avevor (* 1992)
- Niclas Füllkrug (* 1993)
- Sebastian Ernst (* 1995)
- Valmir Sulejmani (* 1996)
- Waldemar Anton (* 1996)
- Timo Königsmann (* 1997)
- Niklas Feierabend (1997–2016)
- Nicolò Tresoldi (* 2004)

Leichtathletik:
- Stephan Steding (* 1982)
- Imke Onnen (* 1994)

Judo:
- André Breitbarth (* 1990)
- Pauline Starke (* 1997)

Tennis:
- Syna Kayser (* 1990)
- Katharina Lehnert (* 1994)
- Nicole Rivkin (* 2003)

Schwimmen:
- Christin Zenner (* 1991)
- Angelina Köhler (* 2000)

Kanurennsport:
- Sabrina Hering-Pradler (* 1992)

Handball:
- Tina Wagenlader (* 1995)